# Ocotea pautensis
Ocotea pautensis är en lagerväxtart som beskrevs av Van der Werff. Ocotea pautensis ingår i släktet Ocotea och familjen lagerväxter. Inga underarter finns listade i Catalogue of Life.